# Goniastrea stelligera
Espèce
Goniastrea stelligera est une espèce de coraux appartenant à la famille des Merulinidae;